# Actraiser
Actraiser är ett TV-spel utvecklat till SNES 1990 av spelföretagen Enix och Quintet. Producent är Tomoyashi Miyazaki med musik av Yuzo Koshiro.
Actraiser är till hälften ett sidoskrollande actionspel, och till hälften en stadsplaneringssimulator likt Simcity, fast i fantasymiljö. I actionmomenten varje by indelad i två banor. Genom att trycka två gånger på select-knappen kan man få fram valet "professional mode" och spela utan stadsplaneringsmomenten. Banorna är då svårare.
Världen som spelet utspelar sig i består av en ö-kontinent samt mindre öar. Man skall ta sig genom sex olika byar och landområden., Fillmore, Bloodpool, Kasandora, Aitos, Marahna och Northwall innan man slutbossen Tanzaras "Death Heim".

### Fotnoter
1. ↑  Sophie Warnie de Humelghem (5 juni 2006). ”Actraiser”. Gamereactor Sverige. https://www.gamereactor.se/artiklar/7081/Retro+ActRaiser/. Läst 6 juli 2017.